# Clelio Darida
Clelio Darida (Roma, 3 maggio 1927 – Roma, 11 maggio 2017) è stato un politico italiano, sindaco di Roma dal 1969 al 1976 e ministro dal 1979 al 1987 nei vari governi Cossiga I e II, Forlani, Spadolini I e II, Fanfani V, Craxi I e II e Fanfani VI.

## Biografia

### Sindaco di Roma
Consigliere comunale di Roma per la Democrazia Cristiana a partire dal giugno 1960, espressione della corrente fanfaniana e forlaniana nella Capitale.
Nel luglio 1969, Rinaldo Santini si dimette da sindaco di Roma, a seguito di forti critiche dell'assessore Mauro Bubbico e delle contemporanee dimissioni di altri tre assessori democristiani. Clelio Darida è eletto sindaco il 30 luglio successivo con soli 36 voti su 80 e costituisce una Giunta di centro-sinistra. Personaggio portato alla mediazione, si trova a gestire la macchina comunale in un momento di grande difficoltà, soprattutto a causa dell'aggravarsi del problema della casa e della mancanza di aule scolastiche.
L'atto più importante della sua prima Giunta è la nomina dei 240 consiglieri circoscrizionali (settembre 1969), che avviano il decentramento comunale; si finisce inoltre di acquisire la storica Villa Doria Pamphilj, che diviene così il più grande parco pubblico di Roma. Nel 1970 si dà inizio ai lavori della "strada panoramica" sulle pendici di Monte Mario. Nell'estate dello stesso anno, i lavori del costruendo tratto di metropolitana "Termini-Anagnina" provocano lesioni a numerosi edifici della Via Appia Nuova, con conseguenti disagi alla popolazione e l'interruzione dei lavori stessi. Potranno essere ripresi solo una volta riprogettato lo scavo in galleria a foro cieco, da realizzarsi mediante un apposito macchinario (la cosiddetta "talpa").
Il 13 giugno 1971 si tengono le elezioni amministrative, che segnano una forte avanzata della destra; il 7 agosto Darida è confermato Sindaco dal Consiglio comunale e vara una Giunta monocolore DC che ha breve vita (poco più di sei mesi). Dimessosi nuovamente il 15 febbraio 1972, Darida è rieletto il 17 marzo 1972 e rimane in carica sino al termine della consiliatura 1971-76. Nel 1974 costituisce una giunta monocolore Dc, che si avvale del sostegno dei consiglieri comunali, oltre quelli della Democrazia Cristiana, anche dei partiti: socialista, socialdemocratico, repubblicano e liberale ad esclusione solo di quelli del movimento sociale italiano.
Gli anni di mandato 1971-76 sono contrassegnati dal prosieguo degli interventi di edilizia economica e popolare (L. 167/62), per un totale di 35.000 stanze/abitanti realizzate; dall'adozione di una seconda variante generale al Piano regolatore adottato nel 1962 (delibera del consiglio comunale n. 2632 dell'8 agosto 1974) e dalla localizzazione e progettazione della rete e degli impianti di depurazione delle acque (Depuratori Roma-Nord, Roma-Sud, Roma-Est e Roma-Ostia, cosiddetto "Piano Acea"). Nel 1976 si procede all'adozione delle prime "varianti circoscrizionali" al piano regolatore (delibere n. 2194 e 2201 del 3-4-5 maggio 1976) e del Piano delle zone industriali (delibere n. 1114 del 26 marzo 1976), nonché alla prima perimetrazione delle borgate abusive sorte dopo il 1962 (delibera n. 1663 del 20 aprile 1976), che segnerà l'avvio di un processo che si concluderà nel 1980 con l'adozione di una variante al piano regolatore messa a punto sotto l'amministrazione di sinistra. Nel 1972 è approvata la seconda parte del tracciato della linea A della metropolitana (Termini-Ottaviano), su un percorso diverso da quello previsto inizialmente, e sono appaltati i lavori alla soc. Metroroma. Nel 1976 è approvato il tracciato della linea B della metropolitana, con la scelta della direttrice Rebibbia in luogo di quella verso Montesacro, e il progetto per il prolungamento della costruenda Linea A fino alla circonvallazione Cornelia (delibere n. 2132 e 2133 del 26 aprile 1976).
Il 6 marzo 1976, Darida si dimette da sindaco per partecipare alle elezioni politiche anticipate fissate il 20 giugno di quell'anno. Contemporaneamente, le nuove elezioni amministrative portano in Campidoglio una maggioranza di sinistra e la DC perde per la prima volta la guida del Comune di Roma.

### Deputato e ministro
Alle politiche nel 1963, Darida è eletto per la prima volta alla Camera, viene poi rieletto nel 1968, ma il suo mandato è cessato per incompatibilità. Nel 1976, nel 1979, nel 1983 e nel 1987 ritorna alla Camera. È stato Sottosegretario agli Interni dal 1976 al 1980. Nel 1979 il Presidente Pertini rifiutò a Francesco Cossiga la nomina di Clelio Darida a ministro della difesa. Dal 1980 al 1987 ha ricoperto successivamente gli incarichi di Ministro dei Rapporti con il Parlamento, Ministro delle Poste, Ministro della Funzione pubblica, Ministro della Giustizia e infine Ministro delle Partecipazioni statali. Alle elezioni politiche del 1992 non è stato rieletto.

### Processo ed assoluzione
Dal 7 giugno al 9 settembre del 1993 viene rinchiuso nel carcere di San Vittore per una presunta corruzione, nell'ambito della più ampia indagine denominata Mani Pulite, dalle accuse rivoltegli nell'inchiesta Intermetro (dal nome di nove società che realizzarono l'ampliamento della Metropolitana di Roma), che vide coinvolto anche il manager FIAT Cesare Romiti. L'anno successivo, nel luglio del 1994 Darida fu assolto con formula piena dalle accuse ascrittegli e l'assoluzione divenne definitiva poiché il Pm Misiani non impugnò la sentenza del tribunale. Nel 1997 fu riconosciuto a Darida un risarcimento danni di 100 milioni dal ministero del Tesoro.

### L'adesione a Rifondazione Democristiana
Il 1º ottobre 2006 Darida partecipa alla costituzione del nuovo movimento politico di ispirazione cristiana "Rifondazione Democristiana" (successivamente "Rinascita Popolare"), guidato da Publio Fiori e nel quale Darida assume l'incarico di presidente del Consiglio nazionale.

### La ripresa delle attività della Democrazia Cristiana
Nei primi mesi del 2012 Darida accetta l'invito rivoltogli da diversi ex consiglieri nazionali democristiani in carica nel 1993 e convoca il Consiglio Nazionale della Democrazia Cristiana, dopo che la Corte di cassazione ha riconosciuto che la Democrazia Cristiana non era mai stata sciolta in quanto il Consiglio Nazionale che nel 1994 sancì la nascita del Partito Popolare Italiano non aveva il potere di deliberare tale scioglimento. Darida, dopo avere invano chiesto a Rosa Russo Jervolino (che nel 1994 ricopriva la carica di Presidente del Consiglio Nazionale della DC) di riconvocare il Consiglio Nazionale medesimo, procede, insieme ad altri 48 esponenti della DC che nel 1994 facevano parte del Consiglio Nazionale, all'autoconvocazione del parlamentino della DC che si riunisce il 30 marzo 2012, eleggendo la nuova Direzione nazionale e il nuovo Segretario politico del partito nella persona di Gianni Fontana, mentre alla presidenza del Consiglio Nazionale viene eletto Silvio Lega. Clelio Darida viene nominato Presidente onorario del partito. Ai nuovi organismi di partito viene dato mandato di riaprire il tesseramento e di riavviare l'attività politica della Democrazia Cristiana.

### L'adesione alla Democrazia Cristiana sandriana
Qualche mese dopo aver contribuito in prima persona alla riconvocazione del Consiglio nazionale della DC del 1993 al fine di far rinascere il partito di De Gasperi, tuttavia Darida abbandonò la rinata Democrazia Cristiana guidata da Fontana per aderire alla "Democrazia Cristiana" guidata da Angelo Sandri, di cui divenne presidente onorario.